# Saint-Quentin-sur-Sauxillanges
 Saint-Quentin-sur-Sauxillanges  es una comuna y población de Francia, en la región de Auvernia, departamento de Puy-de-Dôme, en el distrito de Issoire y cantón de Sauxillanges.
Su población en el censo de 1999 era de 94 habitantes.
Está integrada en la Communauté de communes du Pays de Sauxillanges.

## Demografía
| 146 | 110 | 94 | 97 | 82 | 94 |
| Para los censos de 1962 a 1999 la población legal corresponde a la población sin duplicidades (Fuente: INSEE [Consultar]) |     |    |    |    |    |